# Potte
Potte – miejscowość i gmina we Francji, w regionie Hauts-de-France, w departamencie Somma.
Według danych na rok 2011 gminę zamieszkiwało 118 osób, a gęstość zaludnienia wynosiła 36 osób/km² (wśród 2293 gmin Pikardii Potte plasuje się na 920. miejscu pod względem liczby ludności, natomiast pod względem powierzchni na miejscu 1040.).